# Músicos callejeros en la puerta
Músicos callejeros en la puerta (Straatmuzikanten aan de deur) es un pintura al óleo que representa a los miembros de una familia adinerada interactuando con dos músicos mendigos en la puerta de su casa. El artista neerlandés del Siglo de Oro Jacob Ochtervelt (1634-1682) lo pintó en Rotérdam en 1665, como ejemplo de «cuadro de vestíbulo», género del que fue pionero. Pertenece a la colección del Museo de Arte de San Luis.

## Contenido e interpretación
Músicos callejeros en la puerta muestra a los miembros de una familia adinerada (una madre, un hijo y una criada) interactuando en un encuentro amistoso con dos músicos en la puerta de su casa, que tocan un violín y una zanfona. Ochtervelt utiliza este escenario para mostrar el contacto entre los dos mundos, el de los habitantes ricos de la casa y el de los pobres de la calle. La criada y el niño actúan como intermediarios entre estos dos mundos,  con la madre enseñando a su hijo a dar limosna a los músicos mendigos. La escena refleja las costumbres de la época, en la que se esperaba que los mendigos realizaran algún pequeño servicio (en este caso, tocar música) por el que se les podía pagar. Aunque la mayoría de los críticos están de acuerdo en que la música se representa aquí de forma positiva, como una influencia beneficiosa para la mente de los niños, una opinión discrepante sostiene que la baja opinión de la música en el calvinismo neerlandés se ve confirmada por la baja posición social de los músicos en el cuadro.

## Estilo de pintura
El estilo pictórico de Músicos callejeros en la puerta utiliza variaciones de color y técnica para contrastar los dos mundos que representa. Las mujeres de la casa están iluminadas y vestidas con colores vivos, y el interior está representado con cuidado y precisión. El paisaje exterior de la calle que conduce a una iglesia se dibuja de nuevo en perspectiva, pero aparece aplanado, apagado, oscurecido y pintado toscamente. Asimismo, los personajes del cuadro se representan con estilos diferentes, contrastando los rostros dignos de las mujeres con la representación más caricaturesca de los músicos.
Un pequeño detalle del interior, el suelo de baldosas pitagóricas, se ha señalado como ejemplo de la larga historia del uso de este tipo de baldosas.

## Procedencia y colección
La obra fue propiedad a finales del siglo XVIII del comerciante de arte francés Jean-Baptiste-Pierre Lebrun, y más tarde de Dorothy L. Liggett Kilpatrick (Sra. de Claude Kilpatrick), hija del empresario del tabaco y fundador del Liggett Group, John E. Liggett. A su muerte, en 1928, Kilpatrick la legó al Museo de Arte de San Luis, y su hija, Mary Lois Kilpatrick Perry (Sra. de Eugene A. Perry), se hizo cargo de la donación.  Desde 2020 se expone en las galerías del museo.

## Trabajos relacionados
Ochtervelt utilizó con frecuencia imágenes de entradas similares, como primeros ejemplos de un género que se conoció como «pintura de vestíbulo»; Esta pintura ha sido calificada como «uno de los ejemplos más llamativos» de este género. La puerta, en esta obra y en estos otros cuadros, actúa como un marco a través del cual se puede observar el resto del mundo. Otros dos cuadros de vestíbulo de Ochtervelt también representan escenas con músicos callejeros; Otros incluyen vendedores de pescado y productos agrícolas, mostrados de forma similar a través de la puerta de una casa.